# Vettisfossen
Vettisfossen – 57. co do wysokości wodospad Norwegii, 284. na świecie o wysokości 275 m. Położony jest w południowo-zachodniej części kraju, na terenie Parku Narodowego Jotunheimen w gminie Årdal, okręgu Sogn og Fjordane. Nazwa pochodzi od farmy Vetti, istniejącej już w 1120 roku. Blisko jest też górska farma Vettismorki